# 樱蓼
樱蓼（学名：Polygonum conspicuum）为蓼科蓼属下的一个种。

## 扩展阅读
- 維基物種上的相關：樱蓼